# Kirby Heyborne
Kirby Heyborne (1977) è un attore statunitense.
Ha iniziato la carriera nel 2005 ma il successo gli arriva nel 2012 interpretando Teddy in I tre marmittoni.